# Ipomoea walpersiana
Ipomoea walpersiana är en vindeväxtart som beskrevs av Duchassaing och Ignatz Urban. Ipomoea walpersiana ingår i släktet praktvindor, och familjen vindeväxter. Inga underarter finns listade i Catalogue of Life.